# Marko Hübenbecker
Marko Hübenbecker (Anklam, RDA, 14 de junio de 1986) es un deportista alemán que compitió en bobsleigh en las modalidades doble y cuádruple.
Ganó tres medallas en el Campeonato Mundial de Bobsleigh entre los años 2012 y 2015, y tres medallas en el Campeonato Europeo de Bobsleigh, en los años 2012 y 2013. Participó en los Juegos Olímpicos de Sochi 2014, ocupando el cuarto lugar en la prueba cuádruple.

## Palmarés internacional
| Campeonato Mundial | Campeonato Mundial           | Campeonato Mundial | Campeonato Mundial |
| Año                | Lugar                        | Medalla            | Prueba             |
| ------------------ | ---------------------------- | ------------------ | ------------------ |
| 2012               | Lake Placid (Estados Unidos) | Medalla de bronce  | Cuádruple          |
| 2013               | Sankt Moritz (Suiza)         | Medalla de oro     | Cuádruple          |
| 2015               | Winterberg (Alemania)        | Medalla de plata   | Cuádruple          |
| Campeonato Europeo |                              |                    |                    |
| Año                | Lugar                        | Medalla            | Prueba             |
| 2012               | Altenberg (Alemania)         | Medalla de oro     | Cuádruple          |
| 2012               | Altenberg (Alemania)         | Medalla de plata   | Doble              |
| 2013               | Igls (Austria)               | Medalla de oro     | Cuádruple          |